# Colinas del Roble
Colinas del Roble es una localidad del estado mexicano de Jalisco. Es parte del municipio de Tlajomulco de Zúñiga.

## Demografía
| Censo | Población |
| ----- | --------- |
| 2010  | 5 830     |
| 2020  | 17 163    |